# 430
430（四百三十、よんひゃくさんじゅう）は自然数、また整数において、429の次で431の前の数である。

## 性質
- 430は合成数であり、約数は 1, 2, 5, 10, 43, 86, 215, 430 である。
  - 約数の和は792。
    - 約数関数から導き出される数列 {\displaystyle a_{n}=\sigma (a_{n-1})} はその初期値によって異なる数列になる。異なる数列になる30番目の初期値(最小の値)を表す数である。1つ前は424、次は438。(ただし1を除く)(オンライン整数列大辞典の数列 A257348)
- 50番目の楔数である。1つ前は429、次は434。
- 4302 + 1 = 184901 であり、n2 + 1 の形で素数を生む61番目の数である。1つ前は420、次は436。(オンライン整数列大辞典の数列 A005574)
- π(3000) = 430 (ただしπ(x)は素数計数関数)
  - 3000までの素数は430個ある。1つ前の2000までは303、次の4000までは550。(オンライン整数列大辞典の数列 A038812)
- 各位の和が7になる30番目の数である。1つ前は421、次は502。
- 各位の平方和が平方数になる45番目の数である。1つ前は424、次は442。(オンライン整数列大辞典の数列 A175396)
- 430 = 32 + 142 + 152 = 52 + 92 + 182 = 62 + 132 + 152
  - 3つの平方数の和3通りで表せる60番目の数である。1つ前は422、次は433。(オンライン整数列大辞典の数列 A025323)
  - 異なる3つの平方数の和3通りで表せる39番目の数である。1つ前は410、次は440。(オンライン整数列大辞典の数列 A025341)
- 異なる4つの平方数の和15通りで表せる最小の数である。次は438。
  - 異なる4つの平方数の和 n 通りで表せる最小の数である。1つ前の14通りは330、次の16通りは390。(オンライン整数列大辞典の数列 A025417)
- 430 = {\displaystyle \sum _{k=1}^{5}(1^{k}+2^{k}+3^{k})}
  - n = 5 のときの {\displaystyle \sum _{k=1}^{n}(1^{k}+2^{k}+3^{k})} の値とみたとき1つ前は154、次は1224。

## その他 430 に関連すること
- 西暦430年
- 紀元前430年
- マセラティ・430
- フェラーリ・F430
- 日産セドリック・グロリアの1979年 - 1983年に製造されたモデルの型式
- HEMU-430X
- ベル 430